# Daniel Dejori
Daniel Dejori (* 12. Dezember 1989 in Bozen) ist ein italienischer Skirennläufer und ehemaliger Grasskiläufer. Er gehörte ab 2006 dem Grasski-Nationalkader des Italienischen Wintersportverbandes (FISI) an. Seit 2008 ist er nur noch im Alpinen Skisport aktiv, bisher jedoch ohne größere Erfolge.

## Karriere

### Grasski
Seine ersten internationalen Auftritte hatte Dejori bei der Juniorenweltmeisterschaft 2004 im österreichischen Rettenbach. Dabei erreichte er den achten Platz im Riesenslalom, Rang elf im Super-G, Rang 12 im Slalom und Platz 13 in der Kombination. Im September desselben Jahres nahm er auch an den FIS-Rennen in Castione della Presolana teil und erzielte als bestes Resultat den 13. Rang im Slalom. Ab dem nächsten Jahr startete Dejori auch im Weltcup. In der Saison 2005 kam er dreimal in die Punkteränge, sein bestes Ergebnis war Platz 15 im Super-G von Forni di Sopra. In der Gesamtwertung belegte er den 32. Rang. Bei der Juniorenweltmeisterschaft 2005 erzielte er Platz elf im Riesenslalom und Platz zwölf in der Kombination sowie Rang 15 im Super-G und Rang 17 im Slalom.
In der Weltcupsaison 2006 fuhr Dejori zweimal unter die besten zehn (9. Platz im Slalom von Sattel und 10. Platz im Super-G von Forni di Sopra), womit er Rang 22 in der Gesamtwertung belegte. Bei der Juniorenweltmeisterschaft 2006 in Horní Lhota war sein bestes Resultat der 15. Platz im Super-G. In der Kombination kam er auf Rang 18 und im Slalom auf Rang 19. Bei der Juniorenweltmeisterschaft 2007 gewann Dejori in seinem Heimatort Welschnofen die einzige Medaille. Hinter dem Tschechen Jan Gardavský und dem Österreicher Jakob Rest wurde er Dritter in der Super-Kombination. Eine weitere Medaille verfehlte er mit Rang vier im Super-G nur knapp und im Slalom belegte er den achten Platz. Einen Monat nach der Junioren-WM nahm er auch an seiner einzigen Weltmeisterschaft in der Allgemeinen Klasse teil und erreichte dabei als bestes Resultat den 20. Platz im Slalom. In der Weltcupsaison 2007 fuhr Dejori wie im Vorjahr zweimal unter die besten zehn, im Gesamtklassement fiel er aber auf Rang 29 zurück. Danach bestritt der Italiener keine Grasskirennen mehr.

### Ski Alpin
Im Alpinen Skisport begann Dejori im Winter 2004/2005 an Junioren- und FIS-Rennen teilzunehmen. Erste Juniorenrennen gewann er im Dezember 2007. Im März 2009 kam er zum ersten Mal in einem FIS-Rennen unter die besten zehn und elf Monate später folgte der erste Podestplatz. Seit 2009 ist er vereinzelt auch im Europacup am Start. Bei der Winter-Universiade 2011 in Erzurum belegte er den elften Platz im Riesenslalom. Später war er nur noch im Riesentorlauf am Start. In der Saison 2013/2014 bestritt er mehrere Rennen in Neuseeland, wobei er unter anderem ein FIS-Rennen für sich entscheiden konnte. Weiteres belegte er bei einem ANC Rennen den zweiten sowie bei den Neuseeländischen Meisterschaften den dritten Rang.

## Erfolge (Grasski)

### Weltmeisterschaften
- Olešnice v Orlických horách 2007: 20. Slalom, 25. Riesenslalom, 29. Super-G, 31. Super-Kombination

### Juniorenweltmeisterschaften
- Rettenbach 2004: 8. Riesenslalom, 11. Super-G, 12. Slalom, 13. Kombination
- Nové Město na Moravě 2005: 11. Riesenslalom, 12. Kombination, 15. Super-G, 17. Slalom
- Horní Lhota u Ostravy 2006: 15. Super-G, 18. Kombination, 19. Slalom
- Welschnofen 2007: 3. Super-Kombination, 4. Super-G, 8. Slalom

### Weltcup
- Vier Platzierungen unter den besten zehn